# Моцаени (Дамбовица)
Моцаени (рум. Moţăeni) насеље је у Румунији у округу Дамбовица у општини Моцајени. Oпштина се налази на надморској висини од 434 m.

## Становништво
Према подацима из 2011. године у насељу је живело 2210 становника.